# Глушица (Новомарковичский сельсовет)
Глушица (бел. Глушыца) — посёлок в Новомарковичском сельсовете Жлобинского района Гомельской области Белоруссии.

## География

### Расположение
В 27 км на юг от районного центра и железнодорожной станции Жлобин (на линии Бобруйск — Гомель), 85 км от Гомеля.

## Гидрография
На юге озеро Глушицкое.

## Транспортная сеть
Транспортные связи по просёлочной, а затем автомобильной дороге Стрешин — Жлобин. Деревянная усадьба находится около просёлочной дороги.

## История
Основан в начале 1920-х годов переселенцами из соседних деревень на бывших помещичьих землях. В 1931 году жители вступили в колхоз. Во время Великой Отечественной войны оккупанты сожгли 17 дворов. Согласно переписи 1959 года в составе колхоза «Звезда» (центр — деревня Прибудок).

## Население

### Численность
- 2004 год — 1 хозяйство, 2 жителя.

### Динамика
- 1925 год — 5 дворов.
- 1940 год — 20 дворов, 100 жителей.
- 1959 год — 16 жителей (согласно переписи).
- 2004 год — 1 хозяйство, 2 жителя.